# 二樂
Niraku GC Holdings Inc.，簡稱Niraku GC Holdings和Niraku（港交所：1245）。1954年，谷口哲義（別名鄭福鎔）於福島縣群山市（總部）成立首家「Niraku」（中文名為「二樂」），前身為「Niraku Global Community Holdings Inc.」（二樂環球服務控股股份有限公司）。
1969年成立「NIRAKU Corporation」（株式会社ニラク），業務在日本經營日式彈珠機遊戲館。該公司旗下品牌「Niraku」、「郡山シティホテル」（「群山城市飯店」）等，首席執行官及董事長為谷口久徳。
股份在2015年4月8日於港交所主板上市。招股價為每股1.1港元至1.28港元，合共全球發售3億股股份，集資額最高3.84億港元，主要用來開拓日本東北地區業務，這是自從Dyman Japan上市後，再有專營彈珠機業務來港上市。
2016年5月20日，該公司以1億港元，收購從Coastal Heritage Limited旗下芽莊控股有限公司，主要於香港經營7家以「BEP」及「芽莊」為品牌的越南餐廳；及1家以「Pinot Duck」為品牌的新派中菜館。
2016年6月15日，由於收購芽莊控股有限公司未能達成，因此對進行收購事項終止。

## 外部連結
- NIRAKU GC HOLDINGS, INC.（页面存档备份，存于）
- NIRAKU（页面存档备份，存于）